# Station Shelford
Shelford is een spoorwegstation van National Rail in Great Shelford, South Cambridgeshire in Engeland. Het station is eigendom van Network Rail en wordt beheerd door Greater Anglia. Het station is geopend in 1845.